# Lopašov
Lopašov je naseljeno mjesto u okrugu Skalica u Trnavskom kraju u Slovačkoj.

## Stanovništvo
| Godina:     | 1993. | 2003.   | 2013.    | 2023.   |
| ----------- | ----- | ------- | -------- | ------- |
| Broj ljudi: | 279   | 290     | 336      | 338     |
| Razlika:    |       | +3,94 % | +15,86 % | +0,59 % |

| Godina:     | 2022. | 2023.   |
| ----------- | ----- | ------- |
| Broj ljudi: | 332   | 338     |
| Razlika:    |       | +1,80 % |

Prema podacima o broju stanovnika iz 2023. godine naselje je imalo 338 stanovnika.

## Vanjske poveznice
|  | Zajednički poslužitelj ima još gradiva o temi Lopašov |

- Službena stranica naselja (sl.)